# 에스카다

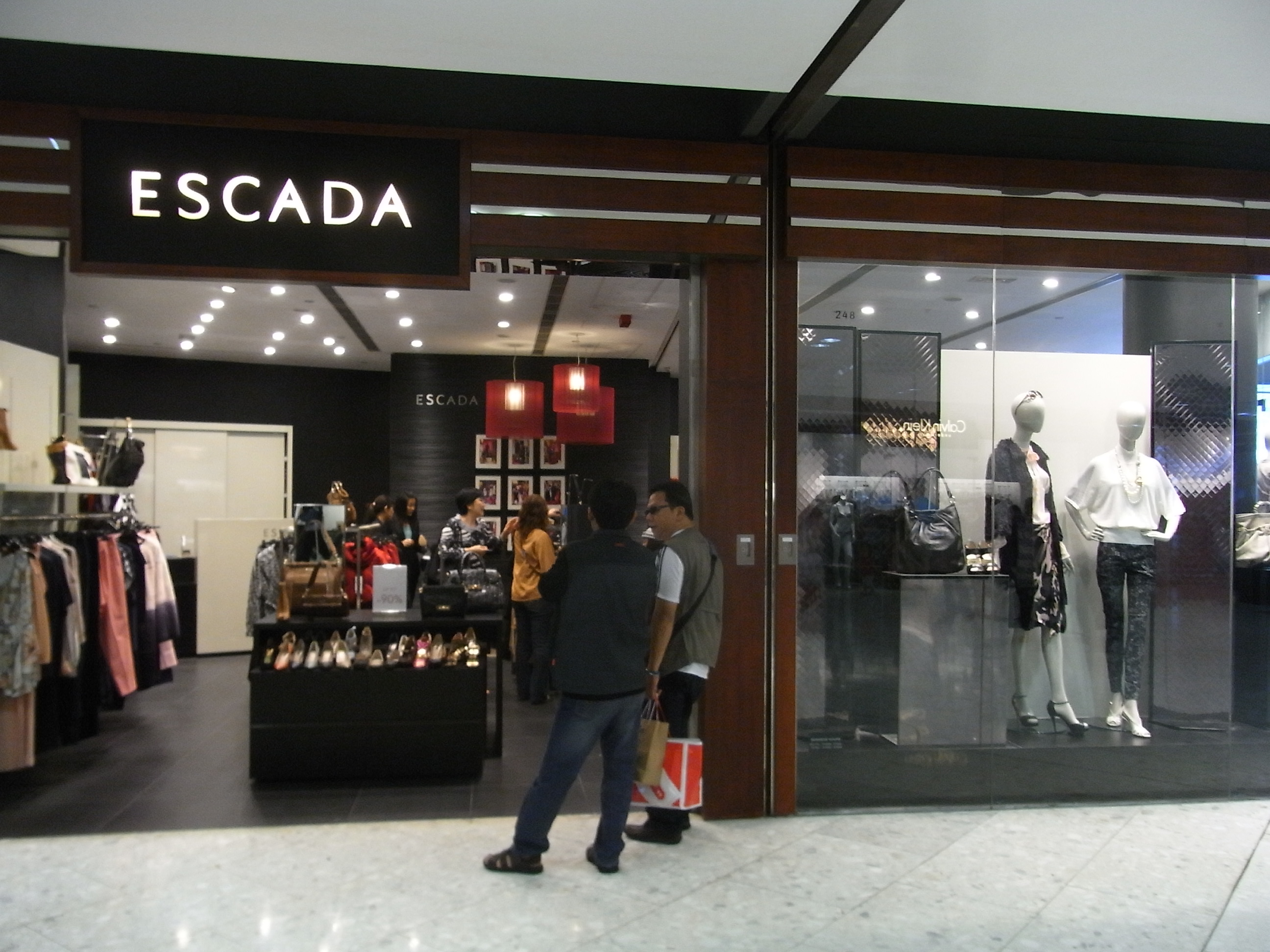

에스카다(독일어: Escada)는 독일에 본사를 둔 패션 브랜드다.